# Шмаузер, Эрнст-Генрих
Эрнст-Генрих Шмаузер (нем. Ernst-Heinrich Schmauser; 18 января 1890 — 10 февраля или 31 декабря 1945, район Вроцлав, нацистская Германия) — высокопоставленный офицер СС времён нацистской Германии, обергруппенфюрер СС (1937), генерал полиции и Ваффен СС.

## Биография
Родился в Баварии. Сын коммерсанта. Окончил высшую школу в Байройте. Отслужив год срочной в 11-м баварском пехотном полку фон дер Танна, он фанен-юнкером вступил в саксонскую королевскую армию. Окончил военную школу в Ганновере.
Участник Первой мировой войны, Шмаузер служил в пехоте на Западном фронте. Трижды был ранен.
В 1919 году получил звание капитана и ушёл в запас из рядов Германской имперской армии с правом ношения военной формы.
До 1933 года работал кассиром в банке. В 1924 году — член радикально-националистической партии Deutschvölkische Freiheitspartei.
В марте 1930 года вступил в НСДАП, а в октябре того же года — в СС. В 1932 году он возглавлял СС провинции Саксония.
С 10.09.1932 по 20.02.1934 года штандартенфюрер СС Эрнст-Генрих Шмаузер руководил штурмовыми отрядами (XVI Абшнит СС Цвиккау).
В 1932 г. был избран депутатом рейхстага Веймарской республики от НСДАП.
В конце июля 1933 года по просьбе Генриха Гиммлера оставил свою работу в Саксонии и взял на себя руководство южным отделом СС со штаб-квартирой в Мюнхене. 1 апреля 1936 года был назначен главнокомандующим флотом СС со штаб-квартирой в Нюрнберге.
С 1937 года — обергруппенфюрер СС, а с 20 мая 1941 года — генерал полиции.
Возглавлял СС Бреслау и Силезии (был ранен в 1942 году и почти год провёл в госпитале). Позже — руководитель служб СС на юго-востоке Рейха.
В 1941 и 1942 годах сопровождал Гиммлера во время его посещений концентрационного лагеря Освенцим.
С 1944 года стал обергруппенфюрером Ваффен СС.
20 января 1945 года, незадолго до того, как части 1-го Украинского фронта освободили концлагерь Освенцим, по приказу Шмаузера были убиты 700 заключенных.
10 февраля 1945 Шмаузер на автомобиле отправился в сторону Бреслау, проигнорировав предупреждения о перекрытии дороги в результате прорыва советских танков. С тех пор он считается пропавшим без вести. По видимому, попал в руки Красной Армии и был расстрелян на месте или же позже в плену. По некоторым данным 10.02.1945 г. был взят в плен у селения Альтенроде в Нижней Силезии и умер в плену 31.12.1945 года.

## Награды
- Железный крест (1918) 2-го и 1-го класса класса (Королевство Пруссия)
- Орден Альбрехта рыцарский крест 2-го класса (Королевство Саксония)
- Военный орден Святого Генриха рыцарский крест (Королевство Саксония) (9 ноября 1915)
- Нагрудный знак «За ранение» (1918) в серебре и чёрный (Германская империя)
- Почётный крест Первой мировой войны 1914/1918 с мечами
- Крест «За военные заслуги» 2-го и 1-го класса с мечами
- Медаль «За выслугу лет в НСДАП» 3 степени
- Медаль «За выслугу лет в СС»
- Золотой партийный знак НСДАП
- Кольцо «Мёртвая голова»
- Почётная шпага рейхсфюрера СС
- Шеврон старого бойца
- Йольский светильник
- Немецкий Олимпийский почётный знак 1 класса «За особые заслуги в организации игр»